# Leptogomphus risi
Leptogomphus risi är en trollsländeart som beskrevs av Harry Hyde Laidlaw, Jr. 1933. Leptogomphus risi ingår i släktet Leptogomphus och familjen flodtrollsländor. IUCN kategoriserar arten globalt som livskraftig. Inga underarter finns listade i Catalogue of Life.